# رومان لاسبالايس
رومان لاسبالايس (بالفرنسية: Roman Laspalles)‏ (2 نوفمبر 1996 بفرنسا - ) هو لاعب كرة قدم فرنسي في مركز الدفاع.

## روابط خارجية
- رومان لاسبالايس على موقع رابطة كرة القدم الفرنسية للمحترفين (الإنجليزية)
- رومان لاسبالايس على موقع قاعدة بيانات كرة القدم.إي يو (الإنجليزية)
- رومان لاسبالايس على موقع Soccerway.com (الإنجليزية)